# 勝山町停留場
勝山町停留場（かつやまちょうていりゅうじょう）は、愛媛県松山市勝山町二丁目にある伊予鉄道城南線の停留所である。停留所番号は18。市内電車（松山市内線）の1、2、3、5号線が使用する。

## 歴史
- 1911年（明治44年）
  - 9月1日 - 城南線の御宝町停留場（みたからまちていりゅうじょう）として開業[2]。
  - 11月16日 - 道後線（旧道後鉄道）の御宝町駅が開業[3]。
- 1926年（大正15年）5月2日 - 道後線の一番町駅 - 道後駅間廃止に伴い、御宝町駅が廃止。
- 1948年（昭和23年） - 駅前にロータリーを設置[2]。
- 1958年（昭和33年） - ロータリーを撤去し、交差点に信号機を設置[2]。
- 1961年（昭和36年）から1966年（昭和41年） - 安全地帯を設置[2]。
- 1967年（昭和42年） - 勝山町停留場に改称[2]。
- 1981年（昭和56年） - 大街道方面行の安全地帯を交差点北側から西側へ移設[2]。

## 構造
相対式ホーム2面2線。勝山交差点自体が北東から南西に傾斜しており、この電停も勾配上にある。上下線とも安全地帯付きで、ホーム長が長く電車2両が停車可能。ここから上一万停留場へは石手川の扇状地を登るやや急な勾配に変わる。

### のりば

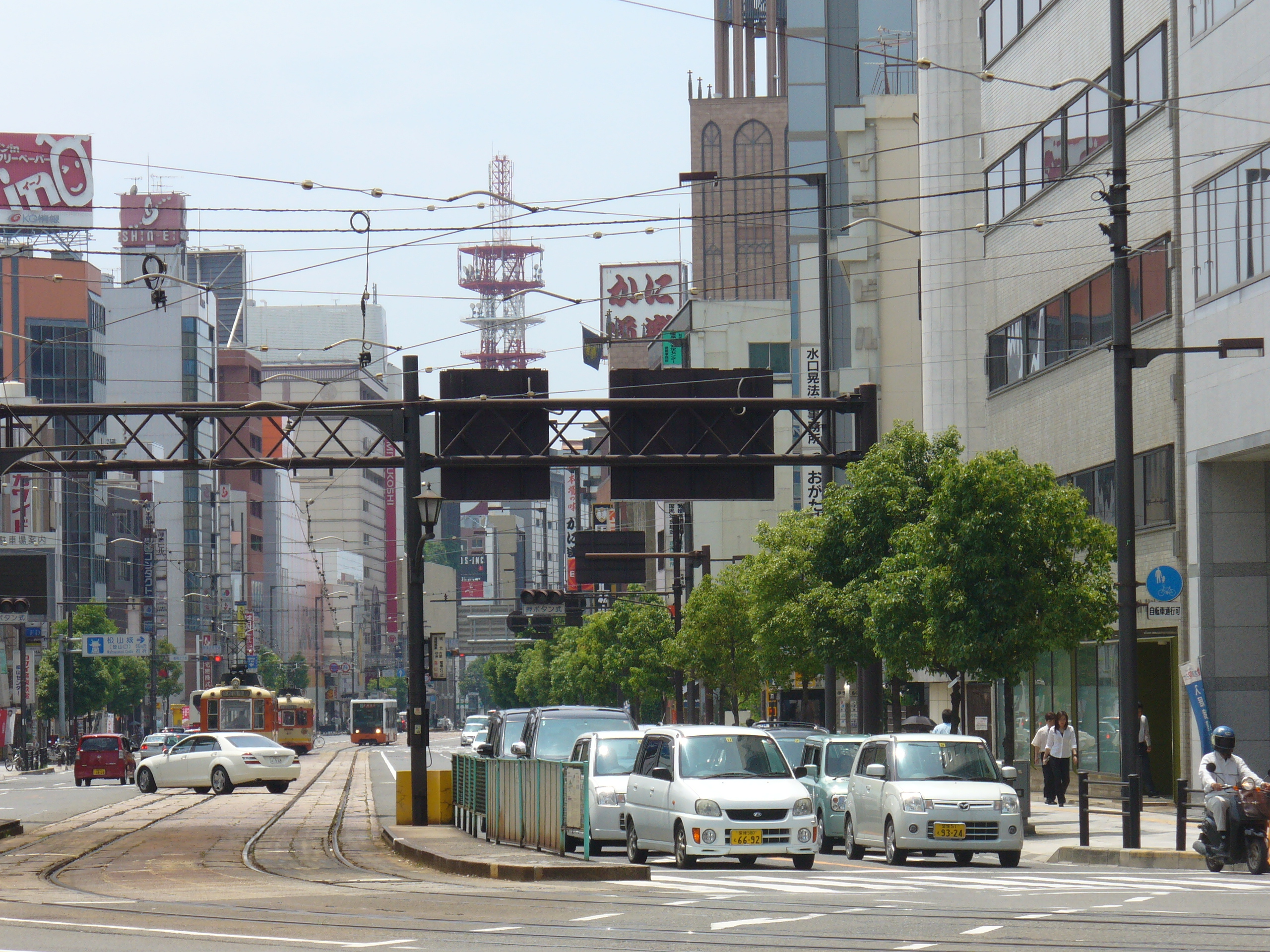
当停留所より西方を望む

| ホーム | 路線        | 行先                     |
| ------ | ----------- | ------------------------ |
| 北側   | ■2号線 環状 | 赤十字病院前・木屋町方面 |
| 北側   | ■3号線      | 道後温泉行き             |
| 北側   | ■5号線      | 道後温泉行き             |
| 南側   | ■1号線 環状 | 松山市駅行き             |
| 南側   | ■3号線      | 松山市駅行き             |
| 南側   | ■5号線      | JR松山駅前行き           |

- 当停留所より西方を望む

## 周辺
- 東横イン
- 愛媛銀行本店
- 徳島大正銀行松山支店
- 愛媛県立松山東高等学校
- 愛媛県立松山商業高等学校
- 愛媛大学持田地区（旧制松山高等学校跡）
  - 愛媛大学教育学部附属中学校
  - 愛媛大学教育学部附属小学校
  - 愛媛大学教育学部附属特別支援学校
  - 愛媛大学教育学部附属幼稚園
- 松山市青少年センター
- 松山バプテスト教会
- 一番町一丁目バス停

## 隣の停留場
伊予鉄道
環状線（■1号線・■2号線）・■3号線・■5号線
警察署前停留場 (17) - 勝山町停留場 (18) - 大街道停留場 (19)